# Vertex Venture Holdings
Vertex Venture Holdings es un fondo de capital riesgo con inversiones de capital en todo el mundo, especialmente en sectores de las Tecnologías de la Información (TIC) y el cuidado de la salud. Vertex Venture está participado por el fondo soberano Temasek Holdings, a su vez centrado en oportunidades de inversión de capital riesgo en compañías de la tecnología de la información y la comunicación (TIC) y del cuidado y la salud a través de sus fondos de inversión.
Vertex Venture invierte en las nuevas compañías en una etapa temprana, sin importarle su ubicación, alrededor del mundo, apoyando un espíritu emprendedor con el aporte de una primera ronda de capital inversor.

## Historia
Vertex Venture Holdings Ltd fue creada en 1988 por el fondo soberano Temasek Holdings. Jonathan Heiliger y In Sik Rhee son sus fundadores. La compañía tiene oficinas principales en Singapur, China, Israel, Estados Unidos e India. En concreto, Vertex Venture, que tiene su sede principal en Singapur, cuenta con oficinas en Palo Alto (Silicon Valley), Pekín (China), Bangalore (India), Tel Aviv (Israel) o Taiwán.

## Inversiones
El grupo de fondos ha invertido en más de 400 compañías de todo el mundo, entre las que destacan:
- Cloudacademy
- Cloudon
- Concurrent
- Coravin
- Cotendo
- Diamanti
- Diffbot
- Effective
- Facebook
- Hedvig
- Netuitive
- Opsware
- Optimizely
- Perimeterx
- Periscope
- Quora
- Qwilt
- Ravel
- Simppler
- Talaria
- Tango
- Terracotta
- Thousandeyes
- Testlio
- Viki